# 阿部正静
阿部正静（日语：／ Abe Masakiyo，1850年1月11日—1878年1月23日），日本江户时代末期大名。陆奥国白河藩第8代藩主。陆奥国棚仓藩初代藩主。忠秋系阿部家16代。
嘉永2年（1849年）11月28日出生，第7代白河藩主正外的长男。庆应2年（1866年）6月19日，其父因兵库开港事件而被强制隐居处分，之后正静继承家督。庆应3年（1867年）1月转封棚仓藩。庆应4年（1868年）的戊辰战争之际，以消极的立场加入奥羽越列藩同盟，在白河城之战中战败，棚仓城陷落被俘。因为参加新政府同盟而被问罪，削减4万石至6万石，受到强制将家督让位给养子正功后隐居的处分。明治11年（1878年）1月23日在东京去世，享年30岁。